# Muniz M-9
Die Muniz M-9 war ein Schulflugzeug des brasilianischen Herstellers Companhia Nacional de Navegação Aérea.

## Geschichte und Konstruktion
Die M-9 war ein zweisitziges Schulflugzeug aus der Zeit vor dem Zweiten Weltkrieg. Sie wurde unter der Leitung des brasilianischen Luftwaffenoffiziers Antonio Guedes Muniz als Weiterentwicklung der Muniz M-7 entworfen und als Fortgeschrittenen-Schulflugzeug eingesetzt. Der abgespannte Doppeldecker hatte ein offenes Cockpit in Tandemanordnung und ein Spornradfahrwerk. Der Rumpf und die Tragflächen waren mit Stoff bespannt. Der Erstflug erfolgte 1937. Hergestellt wurde das Flugzeug von der Companhia Nacional de Navegação Aérea. Zwanzig Flugzeuge gingen an die brasilianische Luftwaffe, der Rest an Argentinien und Paraguay.

## Militärische Nutzung
Argentinien
- Fuerza Aérea Argentina

 Brasilien
- Força Aérea Brasileira

 Paraguay
- Fuerza Aérea Paraguaya

## Technische Daten
| Kenngröße             | Daten                               |
| --------------------- | ----------------------------------- |
| Besatzung             | 2                                   |
| Länge                 | 7,54 m                              |
| Spannweite            | 9 m                                 |
| Höhe                  | 3,1 m                               |
| Flügelfläche          | 20,60 m²                            |
| Leermasse             | 756 kg                              |
| max. Startmasse       | 1076 kg                             |
| Reisegeschwindigkeit  | 195 km/h                            |
| Höchstgeschwindigkeit | 225 km/h                            |
| Dienstgipfelhöhe      | 5800 m                              |
| Reichweite            | ? (4 Stunden)                       |
| Triebwerke            | 1 de Havilland Gipsy Six mit 149 kW |